# Вуйичич, Петар
Петар Вуйичич (также Вуичич, Вуйчич, серб. Петар Вујичић, 27 июня 1924, Болевци, община Сурчин — 4 декабря 1993, Нови-Сад) — сербский переводчик и литературный критик.
Окончил философский факультет Белградского университета, работал библиотекарем. С 1950-х гг. начал переводить на сербский язык польскую поэзию (в частности, Тадеуша Ружевича, с которым далее дружил многие годы), затем расширил диапазон своей работы на прозу и драматургию, переводил также, хотя и в меньшей степени, с русского и чешского языков. С польского перевёл роман Элизы Ожешко «Над Неманом» (1964), «Солярис» и «Сумму технологии» Станислава Лема, романы и повести Генрика Сенкевича, Ежи Анджеевского, Ярослава Ивашкевича, Яна Парандовского, Романа Братного, Тадеуша Брезы, стихи К. И. Галчиньского, Юлиана Пшибося, Марии Павликовской-Ясножевской, Чеслава Милоша. Составил антологию «Современная польская поэзия» (серб. Savremena poljska poezija; 1964, расширенное издание 1985). Для Сербского национального театра перевёл, также с польского языка, пьесы Леона Кручковского «Смерть губернатора» (1962), Ярослава Абрамова «Ангел на вокзале» (1966), Витольда Гомбровича «Венчание» (1981), с чешского — «Симпозиум, или О любви» Милана Кундеры (1970) и «Бравый солдат Швейк» Антонина Фенцла (по одноимённому роману Ярослава Гашека, 1972). С русского языка перевёл «Три разговора» Владимира Соловьёва, «Морфологию сказки» Владимира Проппа, отдельные произведения Фёдора Достоевского, Евгения Замятина и других авторов, составил антологию «Русская фантастическая сказка» (серб. Ruska fantastična pripovetka; 1987). Кроме того, в переводе Вуйичича издан сборник стихотворений Мацуо Басё «Ветер с Фудзиямы» (серб. Vetar sa Fudžijame; 1978, ряд переизданий).